# Frank Lloyd
Frank Lloyd (2. veljače 1886. – 10. kolovoza 1960.), filmski redatelj, scenarist i producent. Lloyd je bio jedan od osnivača Akademije filmskih umjetnosti i znanosti, te njezin predsjednik između 1934. i 1935.

## Izabrana filmografija
- Oliver Twist (1922.)
- The Sea Hawk (1924.)
- Kavalkada (1933.)
- Pobuna na brodu Bounty (1935.)
- Under Two Flags (1936.)
- Wells Fargo (1937.)
- Maid of Salem (1937.)
- If I Were King (1938.)
- The Howards of Virginia (1940.)
- Forever and a Day (1943.)
- Krv na suncu (1945.)
- Posljednja zapovijed (1956.)

## Vanjske poveznice
- Frank Lloyd u internetskoj bazi filmova IMDb-u (engl.)